# Strzelanina w Westside Middle School
Strzelanina w Westside Middle School – strzelanina, do której doszło w dniu 24 marca 1998 roku w gimnazjum Westside Middle School znajdującym się w miejscowości Jonesboro w stanie Arkansas w Stanach Zjednoczonych. 13- i 11-letni uczniowie tej szkoły otworzyli ogień do grupy uczniów i nauczycieli przed budynkiem szkoły, w wyniku czego zginęło 5 osób, a 10 zostało rannych. W tamtym czasie była to jedna z najgorszych strzelanin szkolnych w USA aż do czasu gdy w 1999 roku doszło do masakry w Columbine High School. Incydent z Jonesboro wciąż pozostaje najkrwawszą strzelaniną w szkole gimnazjalnej (dla uczniów w wieku 11-14 lat) w historii USA.

## Przebieg
W noc poprzedzającą dzień strzelaniny, 11-letni Andrew Golden i 13-letni Mitchell Johnson załadowali samochód matki Johnsona (którym później pojechali pod szkołę) bronią palną (2 karabinami, 3 rewolwerami, 2 pistoletami, 2 pistoletami skałkowymi i 1 czarnoprochową repliką broni), sprzętem survivalowym, żywnością oraz 2000 sztuk amunicji.
Następnego dnia sprawcy pojechali samochodem matki Johnsona pod szkołę. Gdy dotarli na miejsce, ok. 12:30, rozpakowali torby z bronią i amunicją oraz zajęli pozycję w krzakach na pagórku z boku wejścia do szkoły. Andrew Golden następnie wszedł do szkolnej portierni i uruchomił alarm przeciwpożarowy, po czym wybiegł na zewnątrz i dołączył do ukrytego w krzakach Johnsona. O 12:40 przed budynkiem szkoły zebrała się grupa zdezorientowanych sytuacją uczniów i nauczycieli, a wówczas Johnson i Golden otworzyli ogień w ich stronę. W trakcie ataku krzyczeli ponadto, dla zdezorientowania ofiar, zdania w stylu: To jest nieprawdziwe!. Po dokonaniu strzelaniny próbowali uciec z miejsca ataku, ale zostali zatrzymani przez policję.

## Następstwa
W następstwie ataku powołano specjalną komisję rządową na poziomie federalnym, która miałaby opracować ulepszone wytyczne w sprawie zabezpieczenia szkół w USA, jako iż incydent w Jonesboro był 3. poważną strzelaniną w szkole w ciągu zaledwie kilku miesięcy począwszy od października 1997 – wcześniejsze 2 incydenty to strzelanina w Pearl High School i strzelanina w Heath High School.
Po ataku w okolicy strzelaniny otwarto park pamięci poświęcony ofiarom zbrodni.
Sprawcy ataku podawali różne motywacje, dla których zdecydowali się go popełnić: podczas gdy Mitchell Johnson wyjawiał skruchę i powiedział, że powodem ataku były jego problemy emocjonalne, to Andrew Golden nie okazywał skruchy i nie podał nigdy w jasny sposób motywu zbrodni. Johnson napisał z więzienia list zaadresowany do ofiar, w którym napisał: Cześć. Nazywam się Mitchell. Moje myśli i modlitwy są z osobami zabitymi, postrzelonymi i ich rodzinami. Jestem naprawdę smutny z powodu tego, co się stało. Moje myśli i modlitwy są z dziećmi, z którymi chodziłem do szkoły. Naprawdę chcę, by któregoś dnia wszyscy poznali innego, prawdziwego Mitchella. Z poważaniem, Mitchell Johnson.
Sprawcy nie mogli być sądzeni ze względu na ich bardzo młody wiek, toteż sąd podjął decyzję o umieszczeniu ich w ośrodkach poprawczych do momentu ukończenia przez sprawców ich 21. urodzin. Obaj byli jednymi z najmłodszych osób w historii USA, którym postawiono zarzuty morderstwa. Obaj wyszli z zakładów poprawczych w przewidzianych terminach – Johnson w 2005 roku, a Golden w 2007 roku. Po wyjściu na wolność obaj mieli jednak problemy ze znalezieniem pracy, a Johnson został kilka razy ponownie aresztowany za kradzieże, posiadanie narkotyków i nielegalne posiadanie broni.

## Sprawcy
Sprawcami strzelaniny byli: 13-letni Mitchell Johnson i 11-letni Andrew Golden, uczniowie Westside Middle School, którzy już wcześniej byli tam znani ze sprawiania problemów i prześladowania innych uczniów.
Johnson urodził się w 1984 roku w Rochester w stanie Minnesota jako syn Gretchen i Scotta Johnsonów. W młodym wieku został kilkukrotnie brutalnie zgwałcony analnie i oralnie przez mieszkającego w okolicy nastolatka o skłonnościach pedofilskich. W późniejszym okresie Johnson sam zaczął molestować inne dzieci – w wieku 12 lat został oskarżony o molestowanie 3-letniej dziewczynki, której miał włożyć rękę do jej miejsc intymnych. Zarzuty zostały jednak oddalone ze względu na jego wiek. W Westside Middle School, Johnson był znany jako uczeń, który nie radził sobie emocjonalnie i często rzucał groźby w stronę swoich rówieśników. Wspominał o chęci wstąpienia do gangu oraz palił marihuanę. Po wyjściu na wolność, już jako dorosły mężczyzna, Johnson zaczął mieć problemy z uzależnieniem od narkotyków.
Golden urodził się w 1986 roku w Jonesboro w Arkansas jako syn Jacqueline i Dennisa Goldenów. Był znany z agresywnego zachowania w stosunku do rówieśników oraz charakteryzował się psychopatycznymi zachowaniami takimi jak znęcanie się nad zwierzętami dla zabawy oraz prześladowania rówieśników i ich wyzywania bez wyraźnego powodu. Golden szczególnie lubił torturować koty, miał także zastrzelić kota jednej z koleżanek ze szkoły z pistoletu śrutowego. Po wyjściu na wolność po strzelaninie zmienił swoje dane na Drew Douglas Grant. Założył rodzinę i zamieszkał razem z bliskimi w Cape Girardeau w stanie Missouri. Golden zmarł w 2019 roku po wypadku samochodowym na autostradzie w Arkansas. Samochód innego kierowcy miał wyjechać zza zakrętu i czołowo uderzyć w samochód kierowany przez Goldena, którym jechali także jego żona i dzieci. Zostali oni poszkodowani, ale przeżyli w przeciwieństwie do Goldena. W wyniku wypadku zmarł również sprawca czołowego zderzenia, zidentyfikowany jako 59-letni Daniel Petty.